# Mercuryprogrammet
För andra betydelser, se Mercury.

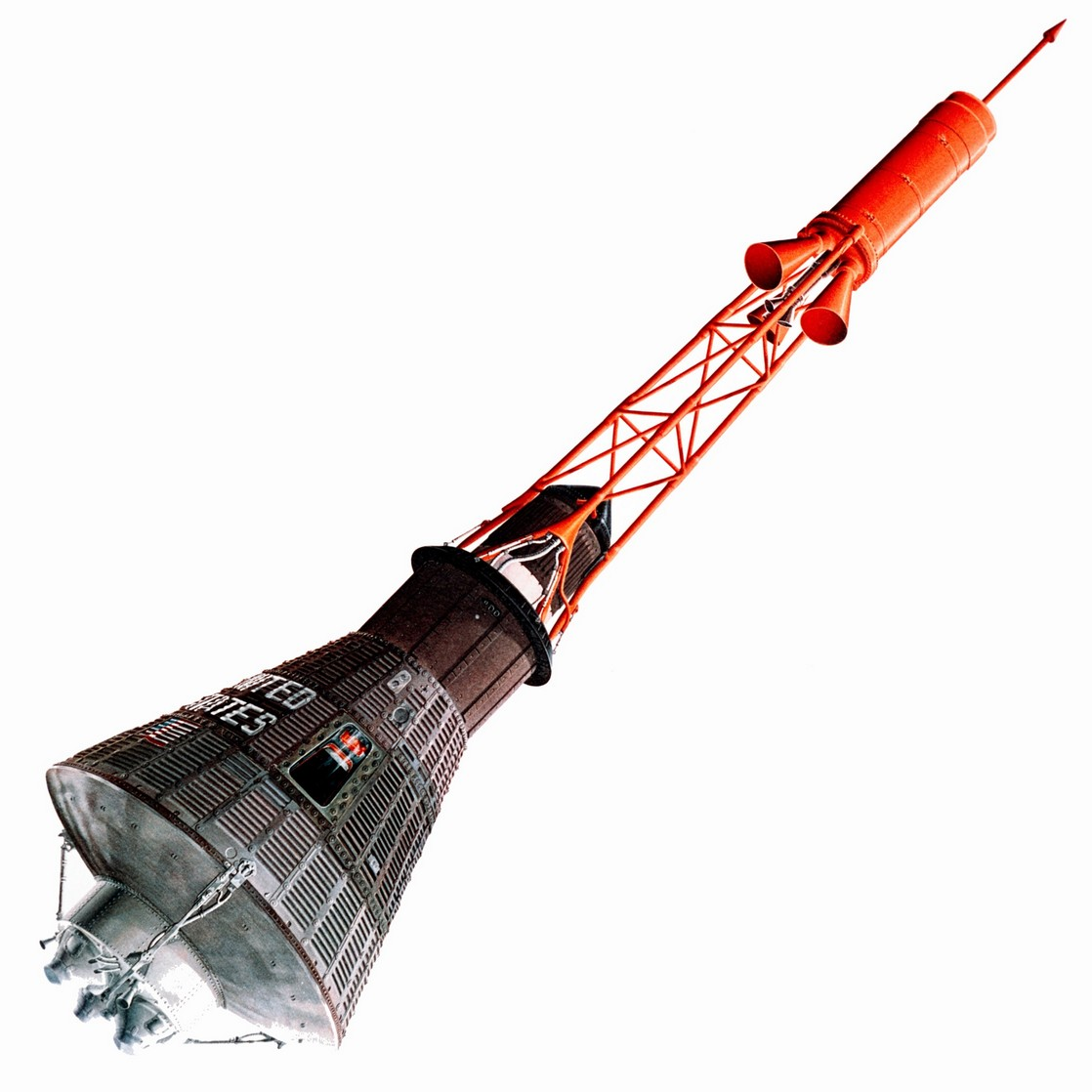
Mercury-kapseln.

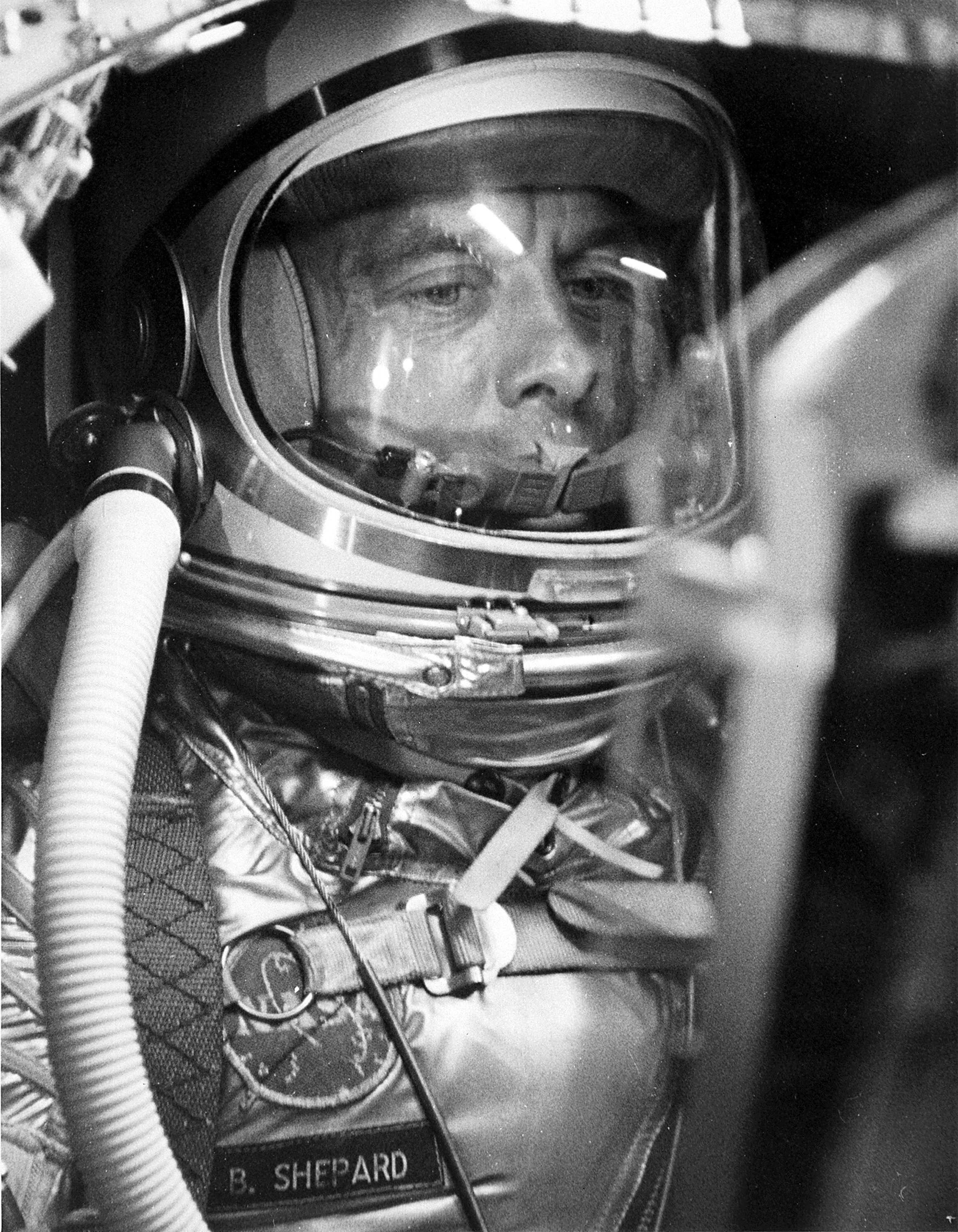
Förste amerikanen i rymden, Alan Shepard.

Mercuryprogrammet var ett program som styrdes av den amerikanska rymdflygsstyrelsen NASA och användes för att utröna om människor kunde vistas ute i rymden. Detta var ett av Nasas första primära mål. Den 9 april 1959 valdes sju astronauter i astronautgrupp 1 inför detta program. Mercuryprogrammet följdes senare upp av Geminiprogrammet som i sin tur ersattes av Apolloprogrammet.
Mercuryprogrammet var Nasas första bemannade rymdprogram. Det höll på från 1959 till 1963 och sammanlagt skickades 15 av totalt 20 kapslar upp i rymden varav sex var bemannade. Målet var i första hand att ta reda på om människor kunde överleva i rymden. Kapslarna var mycket små, endast 1,7 kubikmeter och det var knappt att en person fick plats i dem.
De första flygningarna gjordes som ballistiska flygningar, där kapseln återvände på grund av jordens dragningskraft. Från och med Mercury 5 flög man i omloppsbana runt jorden. En farkost som har kommit upp i omloppsbana fortsätter och kan i princip fortsätta hur länge som helst (som en satellit). För att landa igen använde man bromsraketer som tog ner hastigheten så att dragningskraften fick kapseln att återvända till jorden. Under nedfärden bromsade man ner hastigheten med fallskärmar och landningen gjordes i havet för att dämpa stöten vid landningen.
En av de sex astronauter som flugit Mercurykapseln ska ha skämtat om att kapseln var så liten att man istället för att krypa in i den, tog på sig den.
Alan Shepard blev den förste amerikanen i rymden och John Glenn blev förste amerikanen i omloppsbana runt jorden.

## Rymdfärdsstatistik
| Farkost             | Rymdfarare          | Datum               | Tid       |
| ------------------- | ------------------- | ------------------- | --------- |
| Mercury 1           | Obemannad           | 21 november 1960    | (0:00:02) |
| Mercury 1a          | Obemannad           | 19 december 1960    | (0:15:45) |
| Mercury 2           | Schimpansen Ham     | 31 januari 1961     | (0:16:39) |
| Mercury 3           | Alan Shepard        | 5 maj 1961          | 0:15:22   |
| Mercury 4           | Virgil I. Grissom   | 21 juli 1961        | 0:15:37   |
| Mercury 5           | Schimpansen Enos    | 29 november 1961    | (3:20:59) |
| Mercury 6           | John Glenn          | 20 februari 1962    | 5:26:22   |
| Mercury 7           | M. Scott Carpenter  | 24 maj 1962         | 10:22:27  |
| Mercury 8           | Walter Schirra      | 3 oktober 1962      | 19:35:38  |
| Mercury 9           | L. Gordon Cooper    | 15 - 16 maj 1963    | 34:19:49  |
| Totalt bemannad tid | Totalt bemannad tid | Totalt bemannad tid | 70:15:15  |

|  |  |  |  |

## Mercuryfärder som inte genomfördes
Mercury 10 skulle ha flugits av Alan Shepard i oktober 1963 och varit den första endygnsfärden. Efter den lyckade färden med Mercury 9 beslöt Nasa emellertid att plocka bort Mercury 10 helt från sitt program. Detta för att spara pengar i en ansträngd ekonomi där det nu byggdes Geminifarkoster och planer drogs upp inför det kommande Apolloprogrammet.
Mercury 11 skulle ha flugits av Virgil I. Grissom i slutet av 1963. Den här färden togs bort av Nasa i oktober 1962 och bara Mercury 9 och Mercury 10 skulle ha blivit ettdygnsfärder. Grissom hade vid den här tiden övergått till Geminiprogrammet.
Mercury 12 skulle ha flugits av Walter Schirra i slutet av 1963. Den här färden togs tyst bort från schemalagda flygningar i mitten på 1962.

## Mercury i populärkulturen
- "The right stuff", roman av Tom Wolfe från 1979, filmatiserad 1983.
- "Hidden figures", av Margot Lee Shetterly från 2016, filmatiserad 2016.